# Giovanni di Fonsalida
Giovanni di Fonsalida (falecido em 1498) foi um prelado católico romano que serviu como bispo de Terni (1494–1498).

## Biografia
A 1 de outubro de 1494, Giovanni di Fonsalida foi nomeado pelo Papa Alexandre VI como Bispo de Terni. Serviu como Bispo de Terni até à sua morte em 1498.